# Solanum demissum
Solanum demissum är en potatisväxtart som beskrevs av John Lindley. Solanum demissum ingår i släktet skattor som ingår i familjen potatisväxter. Inga underarter finns listade i Catalogue of Life.